# Licet Hernández
Licet Hernández Licea, född 14 april 1993, är en kubansk roddare. 
Hernández tävlade för Kuba vid olympiska sommarspelen 2016 i Rio de Janeiro, där hon tillsammans med Yislena Hernández slutade på 19:e plats i lättvikts-dubbelsculler.